# Francesco Trombadori

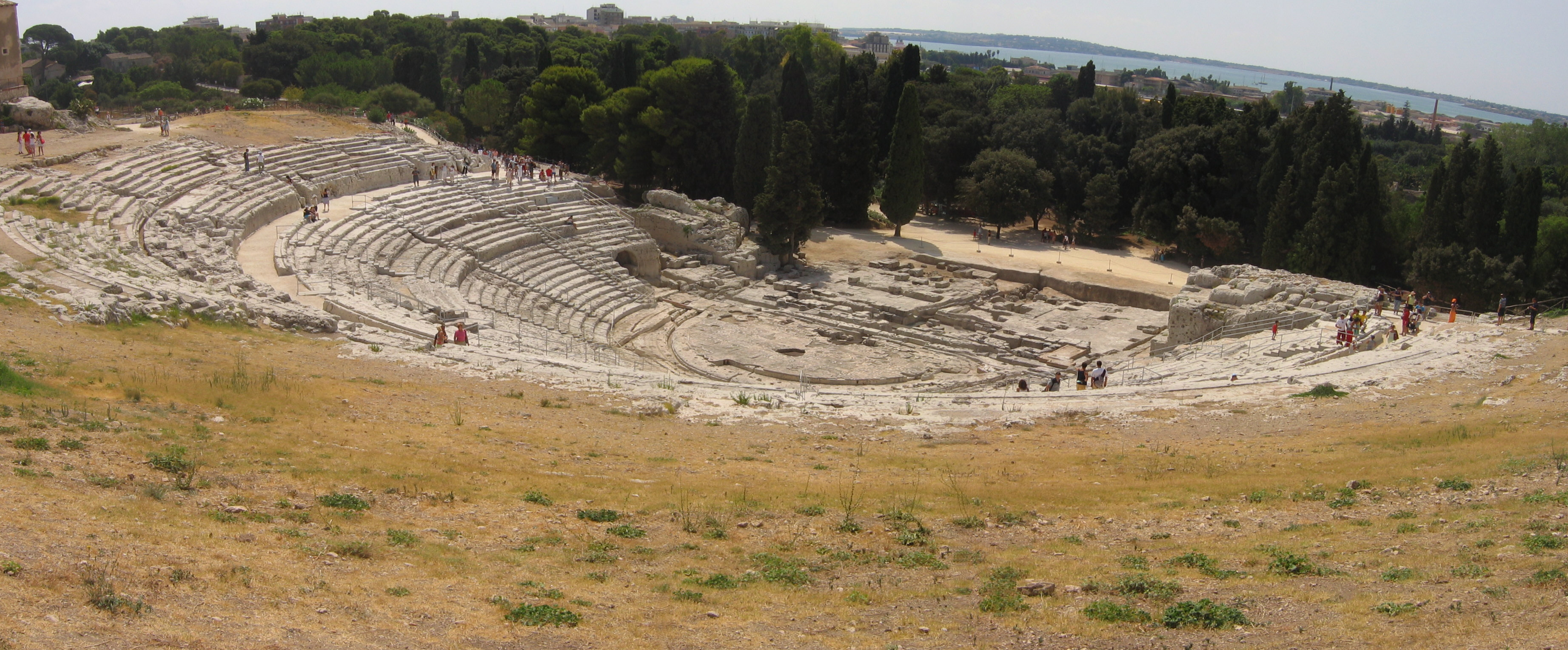
A siracusai görög színház romjai fényképen, Szicília, Olaszország

Francesco Trombadori (Siracusa, 1886 - Róma, 1961) olasz festő. A novecento egyik jeles képviselője.

## Művészete
Kapcsolódott a Novecento Képzőművészeti Egyesülethez, festményei a neoklasszicizmus jegyében született nyugodt, kiegyensúlyozott alkotások. Trombadori szülővárosa görög és római emlékek színtere, nem csoda, hogy "A mi Siracusánk" c. képének előterében megjelenik a siracusai görög színház nézőterének festői ábrázolása. Jól szemlélhetjük képein, hogy a korszak modern stílusirányzatai rá is hatottak, a női arcképein gyakran a pointillizmus, más képein az expresszionizmus hatása érvényesül.

## Külső hivatkozások
- Francesco Trombadori Szicíliából
- Stenna dei Romanisti (2005)